# Попа, Майя
Майя Кэтрин Попа (англ. Maya Catherine Popa; род. в 1989 году) — американская поэтесса, педагог и журналист румынского происхождения, в настоящее время проживающая в Нью-Йорке.

## Биография
В 2007 году окончила женскую школу Найтингейл-Бэмфорд. Стипендиат Оксфордского университета. Доктор литературы Голдсмитс-колледж. Её магистерская и докторская диссертации посвящены поэтам-романтикам и поэтам Викторианской эпохи.
В 2018 году Попа стала первой женщиной, занявшей должность поэтического редактора в Publishers Weekly, уважаемого международном литературном издании. Преподаёт поэзию в Нью-Йоркском университете. Её стихи и эссе публиковались в The Atlantic, The Nation, Poetry, The Paris Review, Times Literary Supplement и других изданиях.

## Восприятие
В 2017 году Майя Попа была удостоена первой премии Hippocrates Prize за стихотворение, вдохновлённое её прадедом-нейробиологом. Также на её счету поэтическая премия имени Грегори О'Донохью и награда от Alpine Fellowship. Сборник стихов Майи «Дорогая жизнь» был отобран в шорт-лист Michael Marks Awards в 2022 году, но уступила Шейну МакРею.
Сара Эпплтон в Los Angeles Review писала о яркости и живости языка Попы, сравнивая её с Энн Карсон. Селеста Чен (Harvard Review), рецензируя её сборник «Рана — источник Чуда» отметила «способность Попы сочетать глубокие внутренние размышления с точными наблюдениями за миром природы».
Кэрол Руменс в своей рецензии на книгу Попы «Дорогая жизнь» отмечала сходство её поэзии с творчеством Филипа Ларкина и Сильвии Плат. В то же время: «Попа мастерски владеет тем, что я называю однострочной строфой — одной строкой, замедляющей темп, настаивающей на том, что нескольким словам позволено концентрировать в себе резонанс и нюансы».